# Fotografie conceptuală
Fotografia conceptuală este un stil de fotografie în care subiectul fotografiei este un concept sau o idee. 

## Artiști și legături externe
- Dave Nietsche Arhivat în 10 august 2007, la Wayback Machine.
- Misha Gordin
- Mike Malloy Arhivat în 10 septembrie 2007, la Wayback Machine.
- Lenard Denes Arhivat în 28 septembrie 2007, la Wayback Machine.